# وازنت (تساوت)
وازنت هو دُوَّار يقع بجماعة آيت بوأولى، إقليم أزيلال، جهة بني ملال خنيفرة في المملكة المغربية. ينتمي الدوّار لمشيخة تساوت التي تضم 6 دواوير. يقدر عدد سكانه بـ 1400 نسمة حسب الإحصاء الرسمي للسكان والسكنى لسنة 2004.

## روابط خارجية
- البوابة الوطنية للجماعات الترابية
- المندوبية السامية للتخطيط